# One Piece
One Piece (ワンピース, Wan Pīsu) és un manga d'Eiichiro Oda, adaptat a sèrie d'anime per l'empresa Toei Animation. El manga va començar a publicar-se a la revista Shūkan Shōnen Jump l'any 1997 i l'adaptació a anime es va començar a emetre l'any 1999.
La publicació del manga a Catalunya, a les Illes Balears i al País Valencià és a càrrec de l'editorial Planeta Cómic. La sèrie d'anime s'ha emès en català al País Valencià per l'extint Punt 2 i pel també extint canal K3 de Televisió de Catalunya, més tard pel Canal 3XL, el canal Super3, i el SX3.
La història de One Piece se situa en el moment àlgid de la Gran Era dels Pirates, en què el jove Monkey D. Ruffy vol esdevenir el Rei dels Pirates i apoderar-se del tresor llegendari anomenat One Piece.
One Piece és el manga més venut de la història, amb més de 480 milions de còpies. Va ser el manga més venut els anys 2007, 2008, 2009, 2010, 2011 i 2012. En una enquesta duta a terme per l'Agència de Cultura Japonesa, d'entre els cinquanta millors animes i mangues del Japó, One Piece va aconseguir el lloc 11. L'anime també ha comptat amb reconeixements. En el rànquing publicat per TV Asahi de 2005, sobre els 100 millors animes de tots els temps, basat en una enquesta online al Japó, One Piece va aconseguir el lloc 6/4. En una posterior enquesta el 2021 va aconseguir el primer lloc. És el dotzè anime més llarg fins al moment.

## Argument
Monkey D. Ruffy és un jove pirata somiador que de petit va menjar sense voler la Fruita del Diable Goma Goma, convertint-se així en un home de goma amb la capacitat d’estirar-se i deformar-se a voluntat. Amb l’objectiu de convertir-se en el rei pirata (海賊王, Kaizoku Ō) i de trobar el llegendari tresor One Piece (ひとつなぎの大秘宝ワンピース, Hito tsunagi no dai hihō wanpīsu), amagat segons les llegendes de Gol D. Roger, a l'illa de Raftel, al final de la Rotta Maggiore, en Ruffy surt al mar i reuneix una tripulació al seu voltant. Així, passen a formar part de la tripulació del Barret de Palla (麦わらの 一味, Mugiwara no ichimi): Roronoa Zoro, un tenaç espadatxí amb una tècnica particular de tres espases; Nami, una lladre intel·ligent, però sobretot una hàbil navegadora; Usopp, un franctirador temerós i mentider; Sanji, un cavaller cuiner amb predilecció per les dones; Tony Tony Chopper, un ren antropomòrfic i metge del vaixell; Nico Robin, un arqueòleg que vol fer llum sobre un període fosc de la història del món; Franky, un fuster de cyborg; Brook, un músic i esgrimista d'esquelet, i Jinbe, un home peix, antic membre dels 7 guerrers del mar i timoner expert. En el seu viatge a través del East Blue la primera part de la Ruta Major, en Ruffy i els seus companys experimenten nombroses aventures, troben aliats i s’enfronten a adversaris pirates o de la Marina, que pretenen aturar-los.
Un cop a les illes Sabaody, però, criden l'atenció de la Marina i els membres de la tripulació es divideixen i s'envien a diferents destinacions. Ruffy descobreix llavors que el seu germà Portgas D. Ace ha estat capturat per la Marina, que té intenció d'executar-lo, i treballa per salvar-lo irrompent a la presó d'Impel Down i a la base de Marineford, encara que sense èxit. En adonar-se que no pot protegir els seus amics, en Ruffy envia un missatge a la tripulació per demanar-los que es reuneixin després de dos anys d'entrenament per estar preparats per al Nou Món. Al final d’aquest període, després de retrobar-se a Sabaody, en Ruffy i els seus companys reprenen el viatge i s’aventuren per L'Illa dels Tritons del Nou Món, en Ruffy forma una aliança amb Trafalgar D. Law enfrontant-los contra 2 dels 4 emperadors.

## Elements de la sèrie

### Personatges
En aquesta sèrie hi ha molts personatges però els principals són:
- Monkey D. Ruffy: capità de la tripulació.
- Roronoa Zoro: combatent i espadatxí.
- Nami: navegant i cartògrafa.
- Vinsmoke Sanji: cuiner del vaixell.
- Tony Tony Chopper: ren metge de la tripulació.
- Usopp: tirador.
- Nico Robin: arqueòloga que ha menjat una de les fruites.
- Franky: humà reconvertit en cíborg i mestre d'aixa de la tripulació.
- Brook: esquelet músic i espadatxí amb un humor molt estrany.
- Jinbe: timoner, un home-peix i exmembre dels 7 guerrers del mar.

### Les Fruites del Diable
Quan algú menja una Fruita del Diable adquireix un poder especial (com ser invisible, poder controlar el foc, etc.) a canvi de perdre l'habilitat de nedar a l'aigua per sempre més. Els que en mengen són comunament anomenats martells pel fet que no poden nedar i s'enfonsen com martells a l'aigua. Hi ha almenys 200 tipus de fruites del diable.

### El món de One Piece
El món de One Piece és el lloc on transcorren les aventures del manga i l'anime creat per en Eichiiro Oda. Aparentment, és un planeta similar al nostre, amb la particularitat que és un món cobert d'aigua, que es divideixen per una serralada massiva anomenada Red Line l'únic continent del món, encara que existeixin una gran quantitat d'illes considerables per tots els oceans d'aquest món. La Gran Line el mar perpendicular a la Red Line, es divideix en quatre mars: North Blue, East Blue, West Blue i South Blue.

## El manga
Vegeu també: Llista de capítols de One Piece.
El manga, creat per Eiichiro Oda, es publica setmanalment a la revista Shūkan Shōnen Jump des de l'any 1997 i és posteriorment publicat en volums per l'editorial Shueisha. Quan el manga constava de més de 520 capítols, l'autor va anunciar que tot just es trobava al bell mig de la història, de manera que es va estimar que l'obra arribaria als 1.000 capítols, xifra que va assolir el 2021.
A la conferència de Planeta Cómic del Saló del Manga de Barcelona de 2022, van anunciar que començarien a publicar el manga en català a partir de 2023 en una edició de tres volums en un. Es va començar a publicar el 26 d'abril de 2023.

## L'anime

### Episodis
L'anime de One Piece, produït per Toei Animation es va començar a emetre el 20 d'octubre de 1999 al Japó. A Catalunya es va estrenar el 2 de març de 2006. El 14 de setembre de 2014, el Super3 va emetre l'episodi 516 i no va ser fins deu anys més tard que es van anunciar nous episodis doblats al català.
Taula amb els canals de televisió de diferents països en els quals s'emet l'anime:
| País          | Canal de televisió                                      | Episodis emesos          |
| ------------- | ------------------------------------------------------- | ------------------------ |
| Japó          | Fuji TV                                                 | +1131 (en emissió)       |
| Taiwan        | TTV                                                     | 908                      |
| Alemanya      | Animax Germany, RTL II, Tele 5, VIVA, ProSieben Maxx    | 1095                     |
| França        | Mangas, NT1, Virgin 17                                  | 1108                     |
| Estats Units  | Cartoon Network, Fox                                    | 1122 (versió Funimation) |
| Itàlia        | Italia 1, Italia Teen Television, Hiro, Italia 2, Boing | 891                      |
| Bèlgica       | MCM Belgique, 2BE                                       | 558                      |
| Catalunya     | K3, 3XL, Super3, SX3                                    | 516                      |
| Corea del Sud | KBS 2, Champ TV, Animax, Tooniverse                     | 283                      |
| Espanya       | Boing, Jetix, Tele5, Comedy Central                     | 263                      |
| País Valencià | Canal Nou, Punt 2                                       | 195                      |
| Portugal      | SIC, SIC Radical, Panda Biggs                           | 195                      |
| País Basc     | ETB 1, ETB 3                                            | 156                      |
| Rússia        | 2x2, AXN Sci-Fi                                         | 130                      |
| Galícia       | TVG, tvG2                                               | 104                      |

### Temes d'obertura
1. "We Are!" (episodis 1 - 47), de Hiroshi Kitadani
2. "Believe" (episodis 48 - 115), de Folder 5
3. "Hikari E" (episodis 116 - 168), de The Babystars
4. "Bon Voyage" (episodis 169 - 206), de Bon Bon Blanco
5. "Kokoro no Chizu" (episodis 207 - 263), de BoyStyle
6. "Brand New World" (episodis 264 - 278), de D-51
7. "We are!" (episodis 279 - 283), una versió especial d'aquesta cançó
8. "Crazy Rainbow" (episodis 284 - 325), de Tackey & Tsubasa
9. "Jungle P" (episodis 326 - 372), de 5050
10. "We are" (nova versió) (episodis 373 - 395) de Dong Bang Shin Gi
11. "Share the World!" (episodis 396 - 425) de Tohoshinki
12. "Kaze wo Sagashite" (episodis 426 - 458) d'Hexagon Family
13. "One Day" (espisodis 459 - 492) de The Rootless
14. "Fight together" (epidodis 493 - 516) de Namie Amuro
15. "We go!" (nova versió del "We Are" per a després del salt temporal) (episodis 517 - 589) de Hiroshi Kitadani
16. "Hands Up!" (episodis 590 - 628) de Kota Shinzato
17. "Wake up!" (episodis 629 - 686) de AAA
18. "Hard Knock Days" (episodis 687 - 746) de Generations from Exile Tribe
19. "We can!" (episodis 747 - 806) de Hiroshi Kitadani
20. "Hope" (episodis 807 - 855) de Namie Amuro
21. "Super Powers" (episodis 856 - 891) de V6
22. "Over the Top" (episodis 892 - 934) de Hiroshi Kitadani
23. "Dreamin' On" (episodis 935 - 1004) de Da-iCE
24. "PAINT" (episodis 1005 - 1073) d'I Don't Like Mondays.
25. "最高到達点" (episodis 1074 - actualitat) de SEKAI NO OWARI

### Temes de tancament
1. "Memories" (episodis 1 - 30), de Maki Otsuki
2. "RUN! RUN! RUN!" (episodis 31 al 63), de Maki Otsuki
3. "Watashi ga iruyo" (私がいるよ) (episodis 64 - 73), de TOMATO CUBE
4. "Sōchi no suke" (episodis 74 - 81), de Suitei-Shōjo
5. "Before Dawn" (episodis 82 - 94), de AI-SACHI
6. "Fish" (episodis 95 - 107), de The Kaleidoscope
7. "Glory ~Kimi ga iru Kara~" (episodis 108 - 118), de Takako Uehara
8. "Shining Ray" (episodis 119 - 132), de Janne da Arc
9. "Free Will" (episodis 133 - 155), de Ruppina
10. "Faith" (episodis 156 - 168), de Ruppina
11. "A to Z" (episodis 169 - 181), de ZZ
12. "Tsuki to Taiyō" (月と太陽) (episodis 182 - 195), de Shela
13. "Dreamship" (episodis 196 - 206), de Aiko Ikuta
14. "Mirai Kōkai" (episodis 207 - 230), de Tackey & Tsubasa
15. "Eternal Pose" (episodis 231 - 245), de Asia Engineer
16. "Dear Friends" (episodis 246 - 255), de TRIPLANE
17. "Asu wa kuru kara" (episodis 256 - 263), de Dong Bang Shin Gi
18. "Adventure World" (episodis 264 - 283), de Delicatessen
19. "Raise" (episodis 1071 - actualitat), de Chilli Beans

A partir del capítol 284, la sèrie s'emet sense tema de tancament a canvi d'una major durada de l'opening, però a partir de l'episodi 1071 torna a haver-hi tema de tancament

## Pel·lícules
1. One Piece: La pel·lícula (1999)
En Ruffy, el Zoro, la Nami i l'Usopp estan buscant el one piece, el tresor que va deixar el millor pirata de tots els temps. Alhora, hauran de lluitar contra el Drago, que també busca el One Piece.
2. L'aventura a l'illa del rellotge (2000)
A en Ruffy, el Zoro, la Nami, l'Usopp i en Sanji els roben el vaixell. Quan descobreixen que han estat els pirates Bear King, ells segresten la Nami, i la resta de la tripulació haurà d'anar a recuperar el vaixell i la Nami a una illa flotant que té forma de rellotge.
3. L'illa dels estranys monstres: El regne del Choper (2001)
En Ruffy, el Zoro, la Nami, l'Usopp, en Sanji i el Chopper arriben a una illa on viuen uns estranys animals que parlen, i que fan al Chopper el seu rei, però uns caçadors volen capturar als animals perquè les seves banyes donen poders especials. En Ruffy i els seus companys els defensaran.
4. Aventura a Dead End (2002)
En Ruffy, el Zoro, la Nami, l'Usopp, en Sanji, el Chopper i la Robin arriben a la baia Anabaru on el casino organitza una competició entre els pirates, que consistiria en que el primer que arribaria a la meta guanyaria una gran suma de diners, però hi ha un geni pervers rere la competició, el Gasparde, que planeja que la meta sigui una base militar de l'armada on mataran a tots els pirates.
5. La maledicció de l'espasa sagrada (2003)
En Ruffy, el Zoro, la Nami, l'Usopp, en Sanji, el Chopper i la Robin estan buscant la llegendària espasa de set estrelles que es creu que amaga un poder maligne que destruirà el món. En Ruffy i els seus companys ho volen impedir però en Zoro és enganyat per en Sega, un amic seu d'infància, que farà que en aquesta recerca del tresor en Zoro s'enfronti als seus companys.
6. El baró Omatsuri i l'illa secreta (2004)
En Ruffy, el Zoro, la Nami, l'Usopp, en Sanji, el Chopper i la Robin arriben a una illa de descans on semble que es podran relaxar però, només arribar, han de començar a superar unes proves per arribar a la zona de descans. En Ruffy, en Chopper i la Robin, intentaran descobrir quin misteri amaga l'illa.
7. El Kyohei mecànic del castell Katakuri (2005)
En Ruffy, el Zoro, la Nami, l'Usopp, en Sanji, el Chopper i la Robin aborden un vaixell que està enfonsant-se. Allà troben un cofre del tresor, però en obrir-lo hi troben una anciana amb dentadura d'or que els promet el tresor de la corona d'or si la duen a casa. En arribar a l'illa on viu l'àvia, el seu fill se l'endú sense que tingui temps de dir-los res del tresor, així que el comencen a buscar seguint la lletra d'una cançó de l'illa que parla del tresor.
8. La princesa del desert i els pirates (2007)
Aquesta pel·lícula és tota la saga d'Alabasta, resumida en només una pel·lícula. Per la pel·lícula s'han escurçat trossos de la saga i s'han fet alguns canvis per adaptar-la.
9. Episode of Chopper (2008)
És un remake de la saga de Drum on a la batalla s'hi afegeix el germà del Wapol, però la Robin i el Franki ja apareixen. En comptes del Going Merry van amb el Thousen, i el Ruffy fa servir el Gear 2.
10. One Piece Film: Strong World (2009)
El llegendari pirata Shiki, el lleó daurat, que va lluitar contra el Gol D. Roger i que va fugir d'Impel Dawn té un pla infal·lible per sotmetre el govern mundial, però mentre inicia el seu pla es creua amb els pirates del Barret de palla i queda impressionat pels coneixements de meteorologia de la Nami i la segresta. El Ruffy i companyia hauran de rescatar la Nami i a l'hora lluitar contra una llegenda.
11. One Piece 3D: La persecució del barret de palla (2011)
És una pel·lícula de One Pice en tres dimensions, on el Ruffy perd el barret i l'han de perseguir.
12. One Piece Film Z (2012)
És la primera pel·lícula al Nou Món, en Ruffy i companyia hauran de lluitar contra en Zephyr, el líder de la Neo Marina i antic almirall de l'Armada, actualment anomenat simplement Z, que creu que els pirates no s'han de capturar sinó eliminar. El Z serà l'enemic més poderós al que la tripulació s'haurà enfrontat fins al moment.
13. One Piece Film: Gold (2016)
La pel·lícula tracta sobre un vaixell de 10 quilòmetres, considerat pel Govern Mundial com una nació independent, que alberga la ciutat d'entreteniment més gran del món governada per Gild Tesoro, posseïdor de la fruita Goru Goru no Mi (Fruita Or Or), que li proporciona habilitats relacionades amb l'or. La banda del Barret de Palla és convidada a aquest vaixell per a divertir-se, però s'acaben torçant les coses...
14. One Piece: Estampida (2019)
Ruffy i companyia assisteixen a la Pirate Expo organitzada per Buena Festa per recuperar un tresor de Roger deixat en una illa que emergeix gràcies a un Knock Up Stream, però es trobaran amb moltes sorpreses.
15. One Piece Film: Red (2022)
Uta, la cantant més estimada del món, és coneguda per ocultar la seva pròpia identitat quan actua. Ara, per primera vegada, Uta es revelarà al món en un concert en directe. Mentre el recinte s'omple de tota mena de fans, la veu que tot el món ha estat esperant està a punt de sonar. La història comença amb el fet impactant que és la "filla" d'en Shanks.

## Impacte cultural
Als Jocs Olímpics d'Estiu de 2020, l'atleta grec Miltiadis Tentoglou va fer una posada "Gear Second" abans de guanyar una medalla d'or a la competició de salt de llargada masculina. Un gen de la mosca de la fruita (Mosca del vinagre) va rebre el nom de "Baramicin", inspirant-se en part en el personatge de One Piece, Buggy. El gen codifica una proteïna que es divideix en múltiples parts.